# Джустеніче
Джустеніче (італ. Giustenice, ліг. Giustexine) — муніципалітет в Італії, у регіоні Лігурія, провінція Савона.
Джустеніче розташоване на відстані близько 430 км на північний захід від Рима, 65 км на південний захід від Генуї, 24 км на південний захід від Савони.
Населення — 968 осіб (2014).

## Демографія
Населення за роками:

Станом на 1 січня 2023 року в муніципалітеті офіційно проживали 34 іноземці з 12 країн, серед них 6 громадян країн Євросоюзу.

## Сусідні муніципалітети
- Бардінето
- Мальйоло
- П'єтра-Лігуре
- Тово-Сан-Джакомо